# فرودگاه عمومی سیتیا
فرودگاه عمومی سیتیا (به انگلیسی: Sitia Public Airport) یک فرودگاه همگانی مسافربری با کد یاتا JSH است که یک باند فرود آسفالت دارد و طول باند آن ۲۰۷۴ متر است. این فرودگاه در کشور یونان قرار دارد و در ارتفاع ۱۱۵ متری از سطح دریا واقع شده است.

## شرکت‌های هواپیمایی و مقصدهای پروازی
| شرکت‌های هواپیمایی | مقصدهای پروازی                            |
| ----------------- | ----------------------------------------- |
| المپیک ایر        | ملی جزیره کارپتاس، آتن، جزایر کاسوس، رود  |
| Sky Express       | الکساندروپولیس، آتن، ملی اکتیون فصلی: رود |